# ماركو أوريليو غارسيا
ماركو أوريليو غارسيا (بالبرتغالية: Marco Aurélio Garcia‏) هو سياسي برازيلي، ولد في 22 يونيو 1941 في بورتو أليغري في البرازيل، وتوفي في 20 يوليو 2017 في ساو باولو في البرازيل بسبب نوبة قلبية. حزبياً، نشط في حزب العمال البرازيلي.